# Imperturbatia
Imperturbatia é um género de gastrópode  da família Streptaxidae.
Este género contém as seguintes espécies:
- Imperturbatia violescens (Martens, 1898)